# John William McCormack
Pour les articles homonymes, voir McCormack.
John William McCormack, né le 21 décembre 1891 à Boston et mort le 22 novembre 1980 à Dedham, est un homme politique américain.
Il est le 45e président de la Chambre des représentants des États-Unis de 1962 à 1971. Il a également une carrière particulièrement longue dans la Chambre des représentants (de 1928 à 1971).

## Biographie
Originaire de Boston , dans le Massachusetts, il a servi dans l' armée américaine pendant la Première Guerre mondiale, puis au Sénat de l'État du Massachusetts avant d'être élu à la Chambre des représentants, où il a gravi les échelons jusqu'à devenir chef de la majorité démocrate à la Chambre des représentants.
Il fut choisi comme 45e speaker de la chambre des représentants des États-Unis et a occupé ce poste de 1962 jusqu'à sa retraite en 1971, pendant une partie des quarante ans de domination démocrate" qui ont "pris fin en 1994 pour ouvrir un "moment républicain" d'une dizaine d'années à la Chambre des représentants.
La carrière de McCormack au Congrès a été marquée par son soutien aux mesures du New Deal prises pour combattre la Grande Dépression des années 1930, puis le soutien aux programmes de la Great Society des années 1960, notamment les droits civiques , l'éducation et les soins de santé pour les personnes âgées. Fervent anticommuniste , McCormack a soutenu l'engagement des États-Unis dans la guerre du Vietnam . Son soutien à la guerre et au système d'ancienneté au Congrès a poussé un nombre croissant de jeunes membres à contester son leadership.